# Sollstedt
Sollstedt település Németországban, azon belül Türingiában. Lakosainak száma 2960 fő (2023. december 31.).

## Népesség
A település népességének változása:
| Lakosok száma | 2929 | 2879 | 2948 | 2965 | 2960 |
|               | 2017 | 2019 | 2021 | 2022 | 2023 |